# معركة الكرادلة

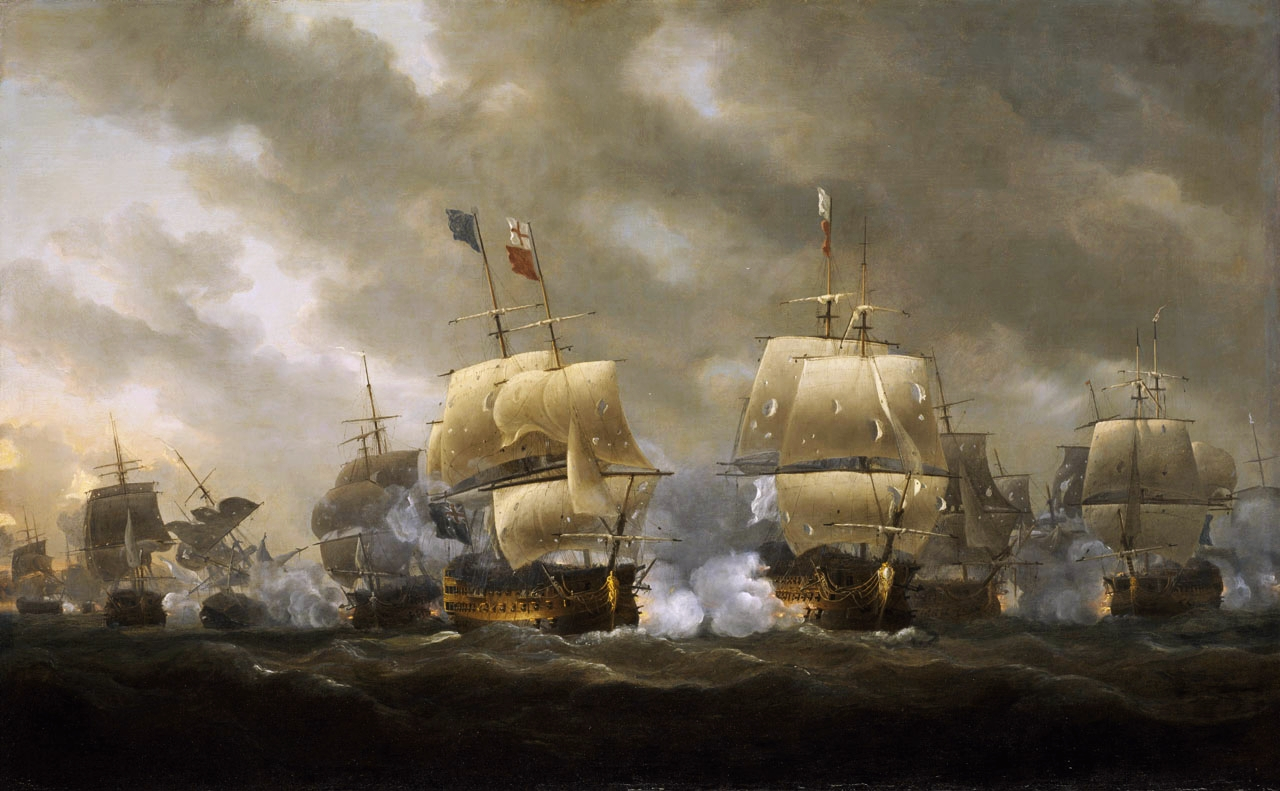
معركة كويبيرون خليج، نيكولاس بوكوك، 1812. المتحف البحري الوطني

معركة الكرادلة (بالفرنسية: Bataille des Cardinaux)‏ والمعروفة باسم معركة كويبيرون باي (بالإنجليزية: Battle of Quiberon Bay)‏ من قبل البريطانيين، هي معركة بحرية بين الأساطيل الفرنسية والبريطانية، خلال حرب السنوات السبع. وقد وقعت يوم 20 نوفمبر 1759 والذي في مثلث يتكون من سبعة أميال بحرية من جزر هدك ودمت ورأس كروسيك، على سواحل بريتاني.